# NGC 6019
NGC 6019 ist eine 14,7 mag helle Elliptische Galaxie vom Hubble-Typ E0 im Sternbild Drache am Nordsternhimmel. Im selben Himmelsareal befindet sich u. a. die Galaxie NGC 6024.
Das Objekt wurde am 28. Juni 1886 von Lewis A. Swift entdeckt.